# Ulrich Kienzle

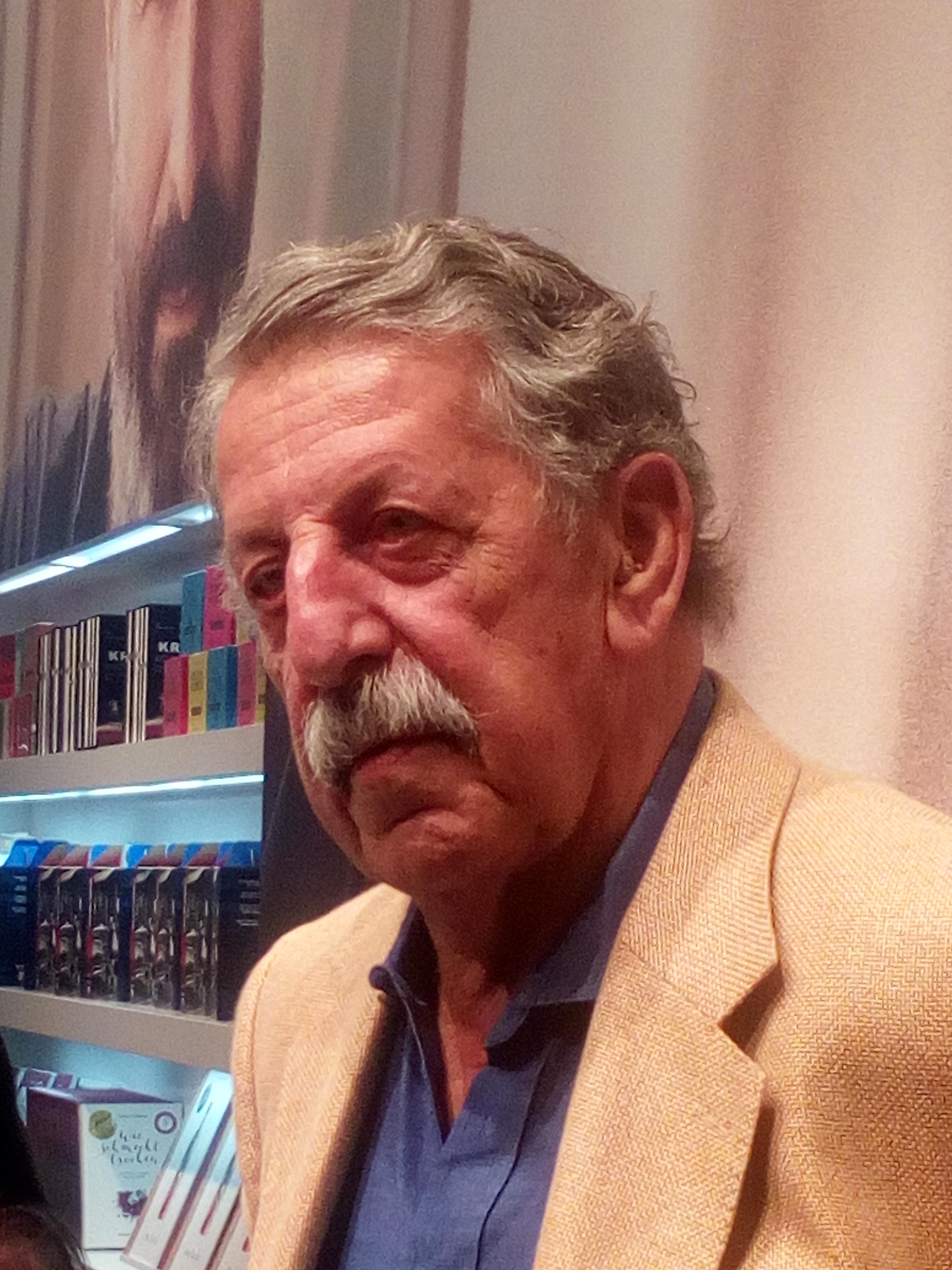
Ulrich Kienzle (2017)

Ulrich Kienzle (* 9. Mai 1936 in Neckargröningen, Kreis Ludwigsburg; † 16. April 2020 in Wiesbaden) war ein deutscher Journalist, Publizist und Nahostexperte.

## Werdegang
Nach seinem Studium der Politikwissenschaft in München und Tübingen (weitere Studienfächer Germanistik und Kunstgeschichte) begann Kienzle 1963 als Fernsehredakteur für die Abendschau beim damaligen Süddeutschen Rundfunk (SDR), deren Chef er 1968 nach einem Ausflug zum Westdeutschen Rundfunk (WDR) wurde. Dort fungierte er auch von 1972 bis 1974 zusammen mit Dagobert Lindlau als Redaktionsleiter und Moderator für das gemeinsam mit dem BR ausgestrahlte Auslandsmagazin Kompass.
Von 1974 bis 1977 war er als Nachfolger Gerhard Konzelmanns ARD-Korrespondent für die Arabische Welt – erst mit Sitz in Beirut, nach dem syrischen Einmarsch im libanesischen Bürgerkrieg ab 1976 dann in Kairo. Anschließend wechselte er in das ARD-Auslandsstudio in Pretoria, das er bis 1980 leitete und das für das Berichtsgebiet Südliches Afrika zuständig war.
Von 1980 bis 1990 war Kienzle Fernseh-Chefredakteur bei Radio Bremen. Er entwickelte das bis heute bestehende Format Buten & Binnen, war aber weiterhin auch gelegentlich als internationaler Reporter aktiv. Unter seiner Verantwortung entstand während des Gladbecker Geiseldramas am 17. August 1988 das später in der ARD ausgestrahlte TV-Interview mit dem Haupttäter Hans-Jürgen Rösner an der Bushaltestelle in Huckelriede. Im Jahre 1982 war Kienzle einer der ersten internationalen Journalisten, die aus Beirut vom Massaker von Sabra und Schatila berichteten. Von Radio Bremen wechselte er 1990 zum ZDF, bei dem er bis 1993 die Hauptredaktion Außenpolitik leitete und unter anderem das auslandsjournal moderierte.
1993 übernahm er zusammen mit Bodo H. Hauser Moderation und Redaktionsleitung des Politmagazins Frontal, in dem er als Gegenpart Hausers die „linke“ Seite des politischen Spektrums vertrat. Seit 2003 war er mit einer persönlichen Rubrik in der ZDF-Sendung WISO vertreten: zunächst unter dem Titel Kaufen mit Kienzle, seit 2006 dann Fahren mit Kienzle.
Kienzle sprach Arabisch und war Vizepräsident der Deutsch-Arabischen Gesellschaft.
Ulrich Kienzle starb im April 2020 im Alter von 83 Jahren in Wiesbaden.

## Kontroversen
Mit dem Abstand von rund vier Jahrzehnten berichtete Kienzle im Gespräch mit dem Medienwissenschaftler und Journalisten Lutz Mükke über zwei besonders kontroverse politische Interventionen in seiner Berufsausübung: So lehnte er 1974, kurz nach seiner Ernennung zum ARD-Korrespondenten für die Arabische Welt, die persönliche Aufforderung des Präsidenten des Bundesnachrichtendienstes Gerhard Wessel ab, neben seiner journalistischen Arbeit auch dem deutschen Auslandsgeheimdienst Informationen zukommen zu lassen.
Einem weiteren Angriff auf seine Berufsehre habe er sich 1977 dagegen schutzlos ausgeliefert gesehen: Kurz nachdem Kienzle über die geheime Unterstützung Israels für die südlibanesischen Maroniten im Bürgerkrieg berichtet hatte, beschuldigte ihn Yohanan Meroz, der israelische Botschafter in Deutschland, in einem Protestanruf beim SDR-Intendanten Hans Bausch der Lüge. Zur Bestürzung Kienzles übernahm Bausch diese Bewertung und veranlasste daraufhin mit SDR-Chefredakteur Emil Obermann Kienzles Wechsel nach Südafrika. Israels Regierungschef Menachem Begin bestätigte die von Kienzle berichtete israelische Unterstützung ein halbes Jahr später öffentlich.
Während und nach seiner Zeit als Auslandskorrespondent traf er zahlreiche Staats- und Regierungschefs. Besonders prominent, aber auch umstritten war sein Interview mit dem irakischen Diktator Saddam Hussein 1990 während dessen Besetzung Kuwaits, die wenige Monate später zum Zweiten Golfkrieg führte. Kienzle selbst nannte das vertraute Händeschütteln mit Saddam nach dem Gespräch in der Rückschau „einen meiner peinlichsten Momente“.

## Werke

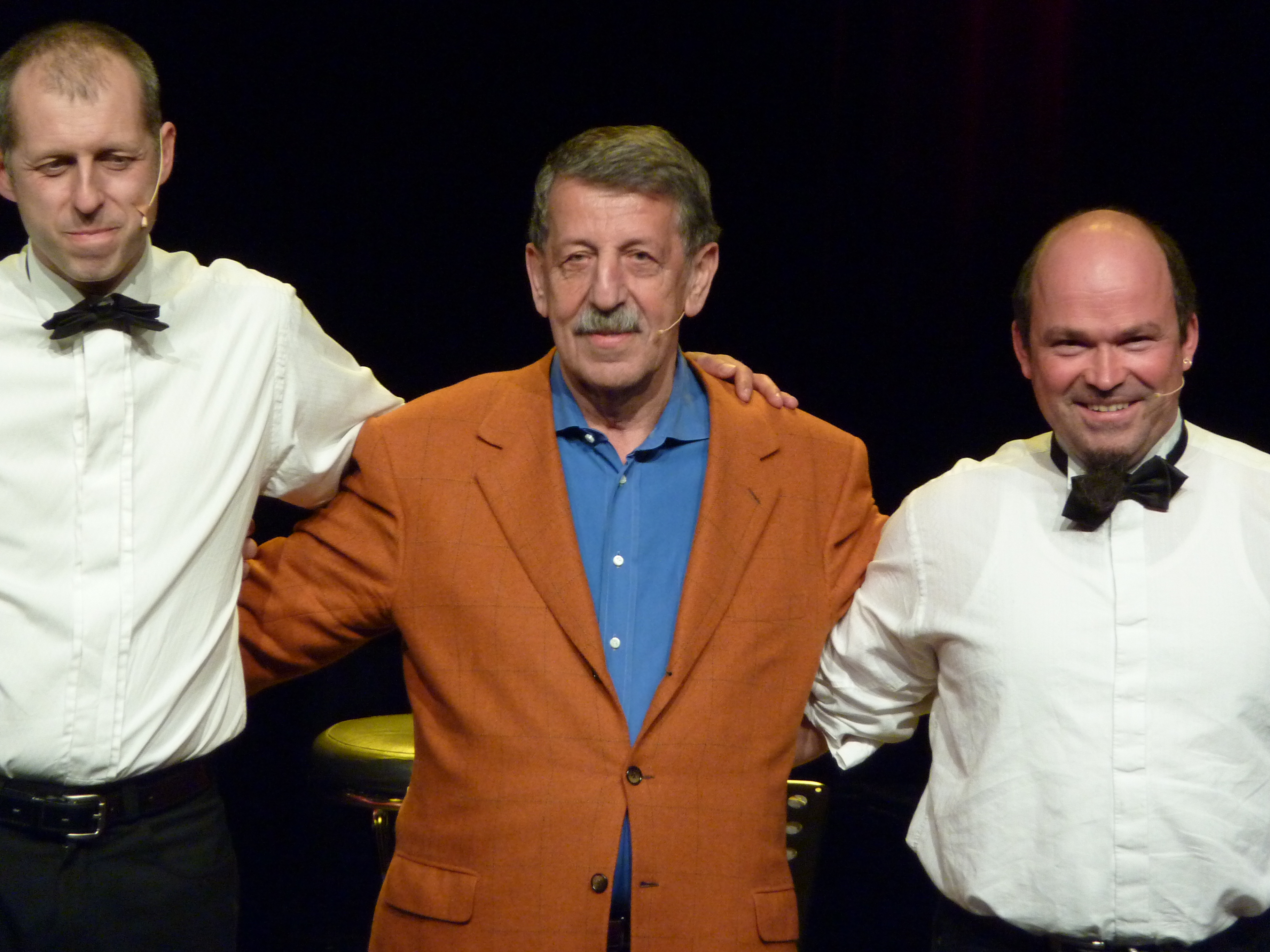
Ulrich Kienzle 2010 als Kabarettist im Theaterhaus Stuttgart

- Südafrika. Weiße in der Wagenburg. Droemer Knaur, München 1985, ISBN 3-426-04002-6.
- Noch Fragen, Kienzle? Ja, Hauser! Der offizielle deutsche Meinungsführer. Hofmann & Campe, Hamburg 1995, ISBN 3-455-11075-4 (zusammen mit Bodo H. Hauser).
- SchwarzRotGeld. Der offizielle deutsche Marktführer. Hoffmann & Campe, Hamburg 1997, ISBN 3-455-11076-2 (zusammen mit Bodo H. Hauser).
- Total Frontal. Sprüche und Widersprüche aus 7 TV-Jahren. Heyne, München 1999, ISBN 3-453-15530-0 (zusammen mit Bodo H. Hauser).
- Bitte recht feindlich! Schöner leben und streiten im neuen Jahrtausend. Heyne, München 2000, ISBN 3-453-16497-0 (zusammen mit Bodo H. Hauser).
- Küchenkabinett. Essen und Trinken bei Rechten und Linken. Heyne, München 2001, ISBN 3-453-18843-8 (zusammen mit Bodo H. Hauser).
- Wo kommsch denn Du alds Arschloch her? Die Erfindung des Schwaben; wie er wurde, was er ist; ein Essay. Edition Sagas, Stuttgart 2008, ISBN 978-3-9812510-9-8 (mit Audio-CD).
- Abschied von 1001 Nacht. Mein Versuch, die Araber zu verstehen. Edition Sagas, Stuttgart 2011, ISBN 978-3-9812510-7-4.
- Ulrich Kienzle und die Siebzehn Schwaben. Eine Reise zu eigenwilligen Deutschen. Edition Sagas, Stuttgart 2012, ISBN 978-3-9812510-4-3.
- Tödlich Naher Osten. Eine Orientierung für das orientalische Chaos. Mit Fotos von Stefan Nimmesgern. Edition Sagas, Stuttgart 2017, ISBN 978-3-944660-12-7.

## Auszeichnungen
- 1977: Bundesverdienstkreuz am Bande (15. November 1976),[11] für seine Berichte aus dem libanesischen Bürgerkrieg
- 1983: Kulturpreis der Eduard-Rhein-Stiftung für die Reportage Blutiger Sommer – Wiedersehen mit Beirut[12]
- 1996: Bambi
- 1997: Kitzinger Schlappmaulorden, gemeinsam mit Bodo Hauser
- 2004: Journalistenpreis des Deutschen Mittelstands für in dessen Sinne verdienstvolle Berichterstattung[13]